# فرش مانتس

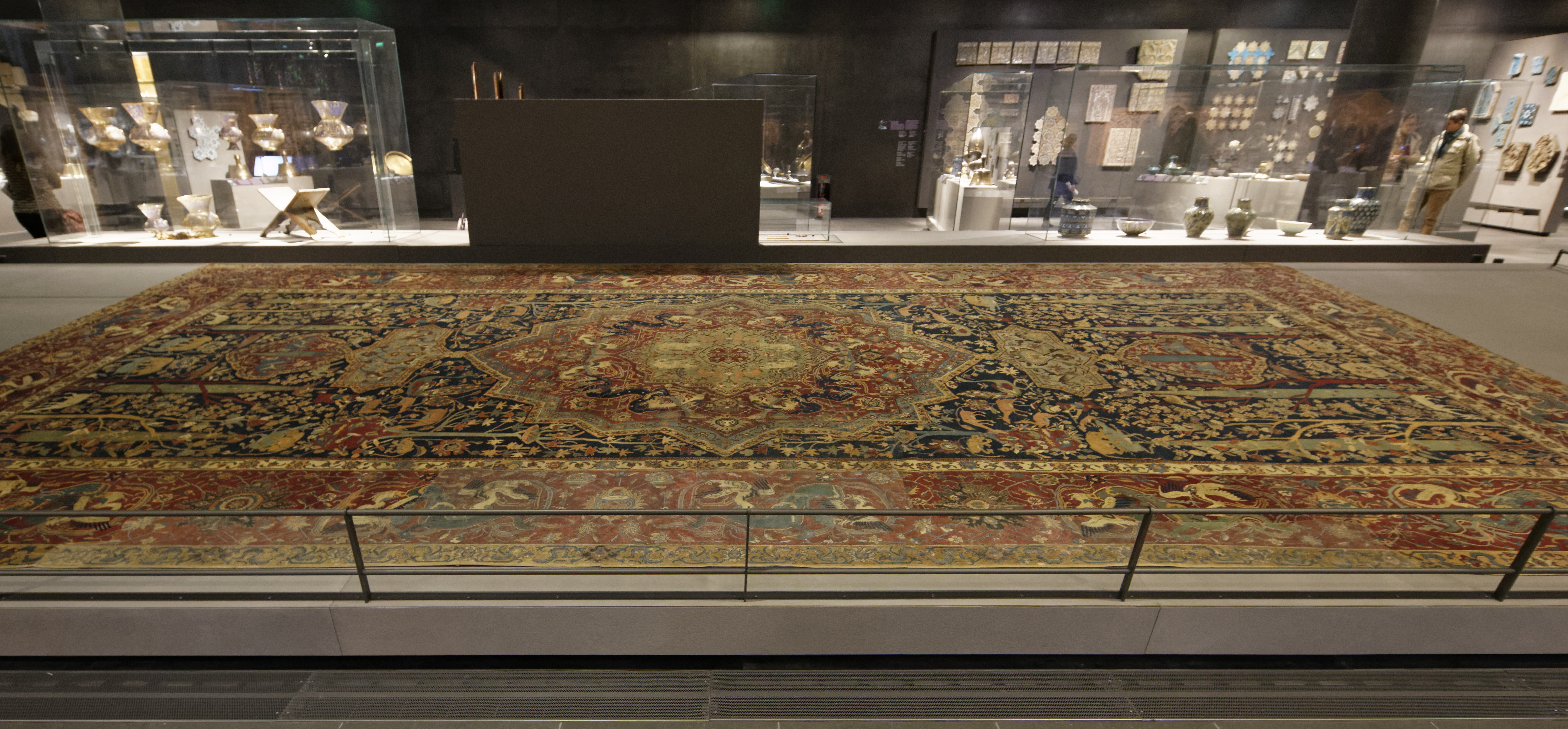

فرش مانتس یک اثر هنری است مربوط به دوران صفویه که قدمت آن به قرن ۱۶ میلادی بر می‌گردد و در موزه لوور فرانسه نگهداری می‌شود. این فرش در غرفه هنرهای اسلام در این موزه به نمایش گذاشته شده. ابعاد این فرش ۷٫۳۸ در ۳٫۷۹ متر می‌باشد. این فرش در سال ۱۹۱۲ در شهر مانت در ۵۷ کیلومتری غرب پاریس یافت شد و یکسال بعد از آن در سال ۱۹۱۳ توسط این موزه به تصاحب درآمد. این فرش از پشم بافته شده و دارای گره‌های نامتقارن می‌باشد.

## تاریخچه

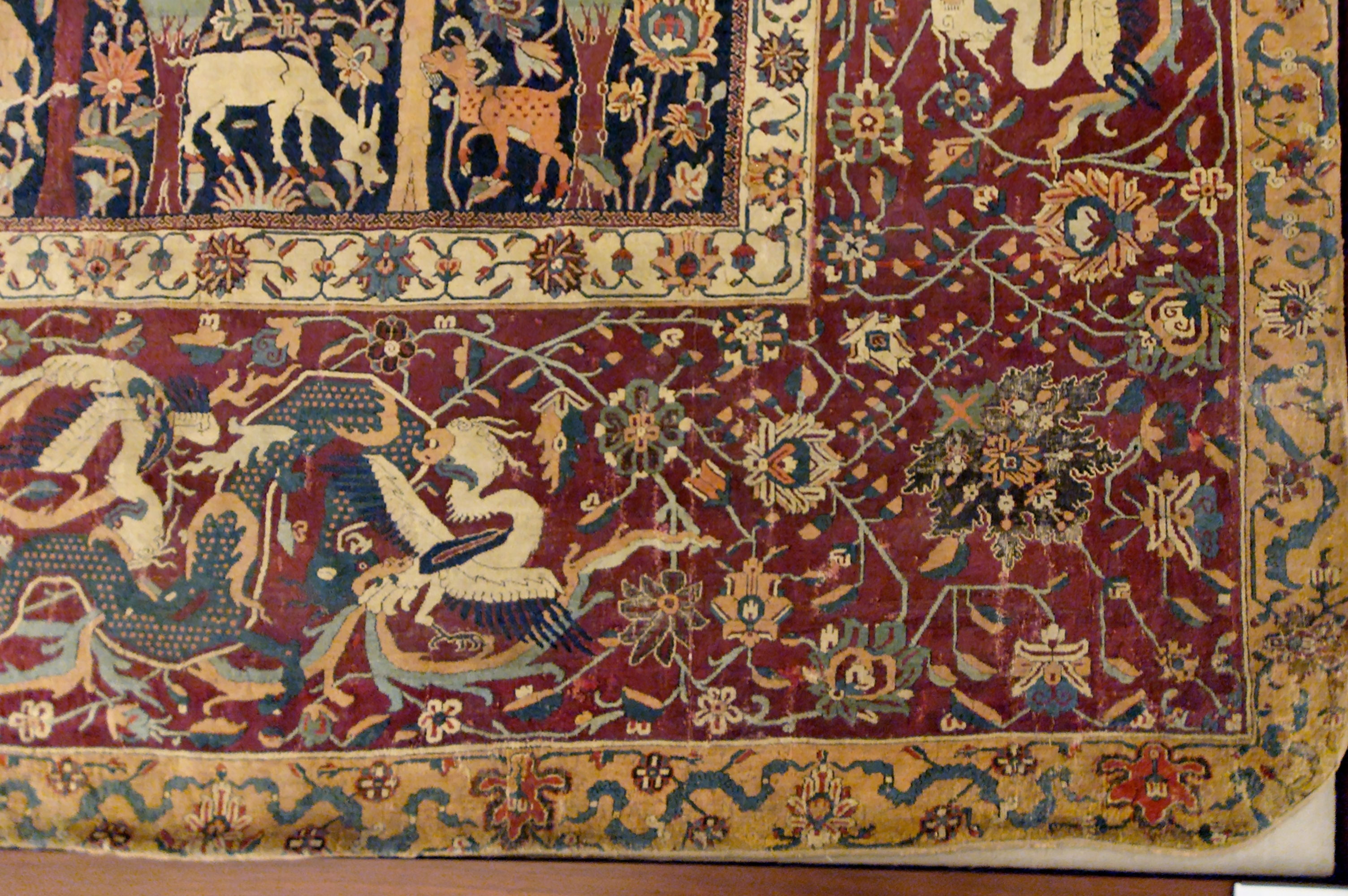

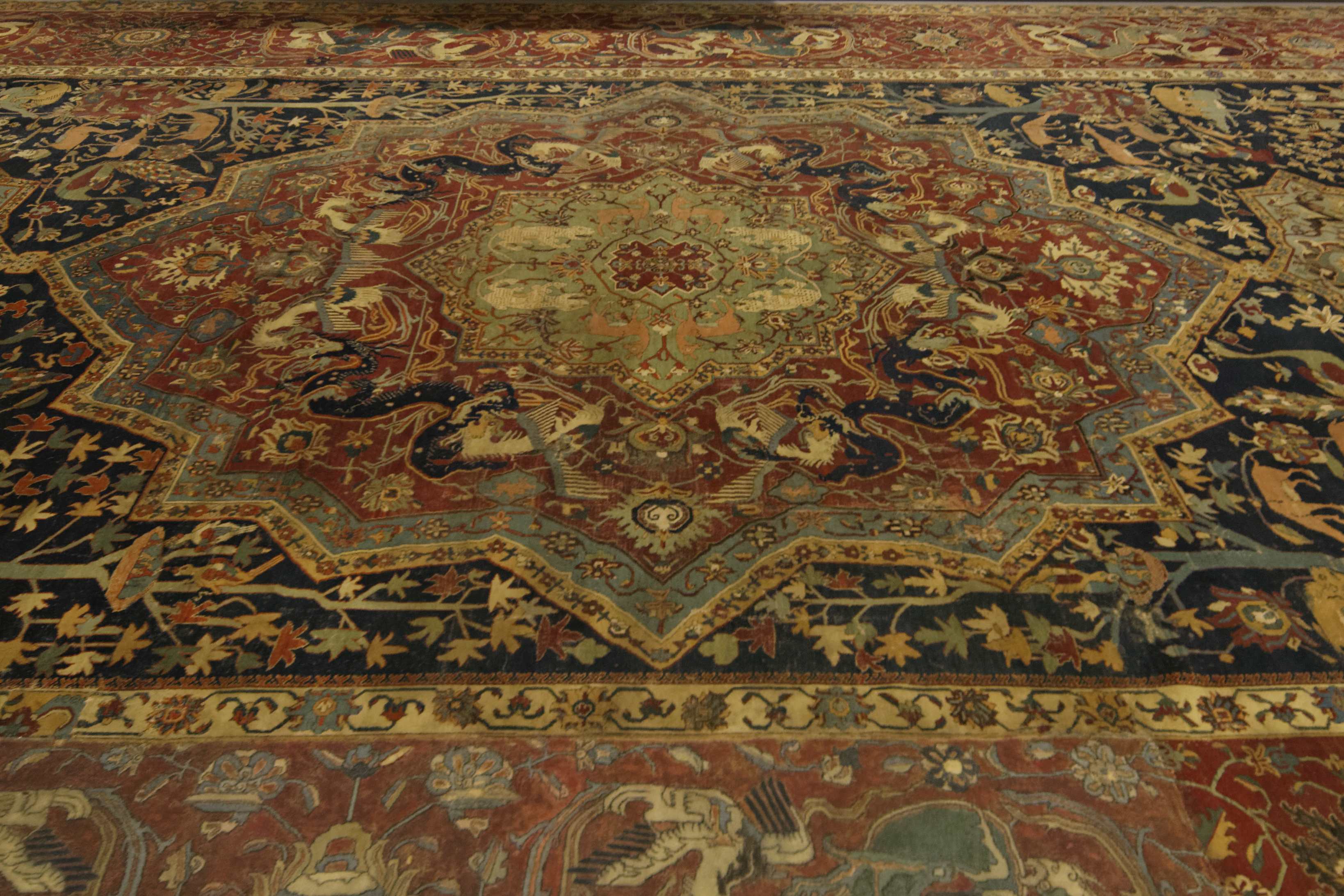

این فرش مدتها در فرمانداری شهر مانت بوده‌است. هیچ سند رسمی دال بر سال انتقال آن از ایران به فرانسه وجود ندارد. ردی از این فرش در صورت‌برداری اقلام کلیساها توسط معمار مشهور فرانسوی، اوژن ویوله لو دوک، دیده می‌شود. محتمل است که این فرش در قرن هفدهم، در دورانی که تبادلات بین فرانسه و ایران افزایش یافته بود، وارد فرانسه شده باشد. بنا بر روایتی، این فرش توسط مادام دوباری، معشوقه لویی پانزدهم به شهر مانت هدیه شده‌است ولی اطمینانی در این رابطه نیست.
به دلیل رها شدن در اتاقی که در آن کارهای ساختمانی می‌شده، بخشی از این فرش به شدت آسیب دیده‌است.